# Parc national El Rey
Le parc national El Rey (espagnol : Parque Nacional El Rey) est un parc national argentin situé au centre-est de la province de Salta, à quelque 200 kilomètres à l'est de la ville de Salta, à la limite entre la région des yungas méridionales à l'ouest et du Gran Chaco à l'est.

## Géographie
Il est enclavé dans une vallée en forme de fer à cheval, limitée par les hautes montagnes de la Serranía de la Cresta del Gallo (de la crête du coq en français) et de la Sierra del Piquete, lesquelles constituent ses limites naturelles. Ces chaînes montagneuses qui font partie des Sierras Subandines, entourent le parc à l'ouest, au nord et au sud, laissant ouverte la direction du sud, d'où lui provient de l'air frais d'origine antarctique.
Sa superficie est de 44 162 hectares, soit 441,62 km2. L'accès de la région est très difficile et sa topographie très accidentée fait que la circulation à l'intérieur de ses limites ne va pas sans mal. Ceci a contribué à ce que sa grande richesse botanique se soit peu altérée. Depuis les sommets bien arrosés coulent de nombreux cours d'eau qui finissent par confluer avec la rivière principale, le río Popayán, une des branches-source du río del Valle.
L'altitude du parc varie entre 700 et 2 300 m. Le parc est recouvert de bois appartenant au type de la nimboselve, et qui sont typiques de la flore des yungas méridionales.

## Histoire
Il est créé le 24 juin 1948 afin de préserver ce remarquable secteur des yungas, ainsi que les zones de transition entre les biomes de ces yungas et ceux du Chaco tout proche.